# Международный день саамов

Флаг саамов

Междунаро́дный день саа́мов (северносаам. Sámi álbmotbeaivi, инари-саам. Säämi aalmugpeivi, колтта-саам. Saaʹmi meersažpeiʹvv, пите-саамск. Sämij álbmukbäjjve, луле-саам. Sáme álmmukbiejvve, южносаам. Saemiej åålmegebiejjie; норв. Samenes nasjonaldag, швед. Samernas nationaldag, фин. Saamelaisten kansallispäivä) — ежегодный национальный праздник, отмечаемый 6 февраля саамами Норвегии, Швеции, Финляндии и России.

## История
6 февраля 1917 года в Тронхейме (Норвегия) состоялось первое собрание саамов, на котором решались вопросы объединения саамов северных стран (Швеция, Норвегия, Великое княжество Финляндское) и взаимодействия через государственные границы.
В 1956 году был создан Союз Саамов, который представлял интересы саамов Норвегии, Швеции и Финляндии (всего 15 членов; с 1992 года в Союз вошли представители России). Члены союза ежегодно принимали участие в общем съезде — Саамской конференции. Так в 1986 году на ней были утверждены саамские национальные флаг и гимн (северносаам. Sámi soga lávllaat), включая правила их использования.
В 1992 году на XV-й Саамской конференции, прошедшей в Хельсинки, в честь первого съезда 1917 года, дата 6 февраля была утверждена национальным днём саамов. Впервые отпразднован в 1993 году в Йокмокке.

### Саамы России
Саамы России вкладывают в дату 6 февраля дополнительный смысл. В 1866 году, в результате реформаторской деятельности императора Александра II, была создана саамская (с начала XX века — Кольско-Лопарская) волость, которая вошла в состав Кольского (Александровского) уезда Архангельской губернии. C 1868 года в волости начал работу выборный орган народного представительства «Коладаг соббарь».
В собрание входили старшина (управляющий саамской волостью), заседатель (помощник управляющего), писарь (секретарь, который вёл протокол собрания), представитель императора (инспектор или чиновник по крестьянским делам) и выборные представители от каждого общества (в составе волости было несколько обществ) и погоста (сиййт, которые составляли общество).
Собрание «Коладаг соббарь» из представителей саамской волости собиралось в Коле один раз в год — 25 января. В России после перехода в 1918 году на григорианский календарь — дата изменилась на 6 февраля.

## Особенности
В различных странах празднование Международного дня саамов отмечается по-разному. Во время официальных действий над мэрией или ратушей поднимается саамский флаг и звучит (или поют) гимн «Sámi soga lávllaat». Для детей и подростков проводятся различные мероприятия, в школах и детских садах рассказывают о саамах, их истории, культуре. Традиционно устраиваются праздничные застолья.
В Финляндии этот праздник отмечается 6 февраля как Национальный день саамов.